# U-20-Fußball-Südamerikameisterschaft 1988
Die XIV.U-20-Fußball-Südamerikameisterschaft 1988 fand vom 2. Mai 1988 bis zum 22. Mai 1988 in Argentinien statt.
Ausgetragen wurden die Begegnungen zur Ermittlung des Turniersiegers in Buenos Aires. Es nahmen am Turnier die Nationalmannschaften des Gastgeberlandes, Boliviens, Brasiliens, Chiles, Kolumbiens, Ecuadors, Israels, Paraguays, Perus, Uruguays und Venezuelas teil. Die Teilnahme des Nationalteams des nicht-südamerikanischen Staates Israel lag in deren Ausschluss bei der Asienmeisterschaft begründet.
Gespielt wurde in zwei Gruppen und einer anschließend ebenfalls im Gruppenmodus ausgetragenen Finalphase. Aus der Veranstaltung ging Brasilien als Sieger hervor. Die Plätze zwei bis vier belegten die Nationalteams aus Kolumbien, Argentinien und Paraguay. Die ersten drei Teams qualifizierten sich für die Junioren-Fußballweltmeisterschaft 1989 in Saudi-Arabien.
Torschützenkönige des Turniers waren der Brasilianer Assís und der Paraguayer Ferreira mit jeweils fünf erzielten Treffern.